# 요코하마하자와역

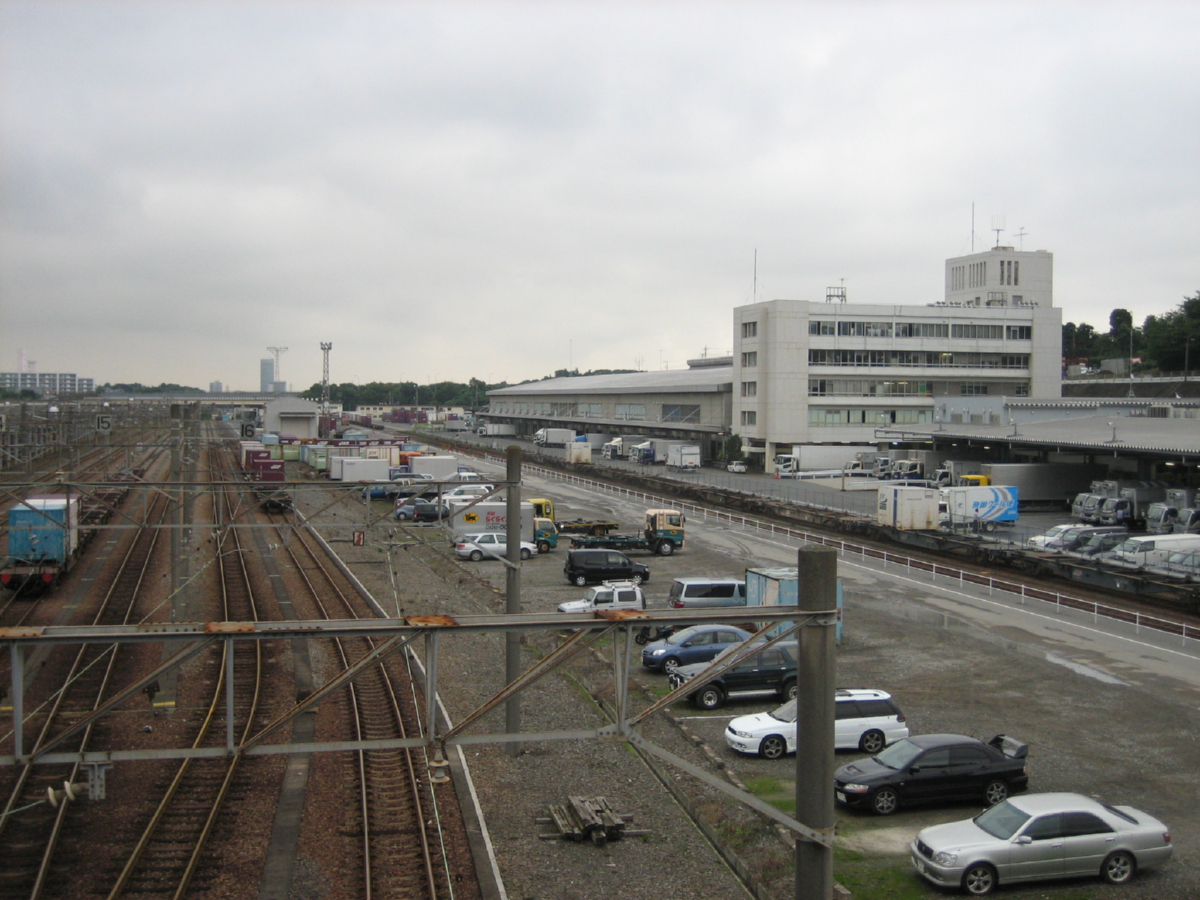
화물 승강장

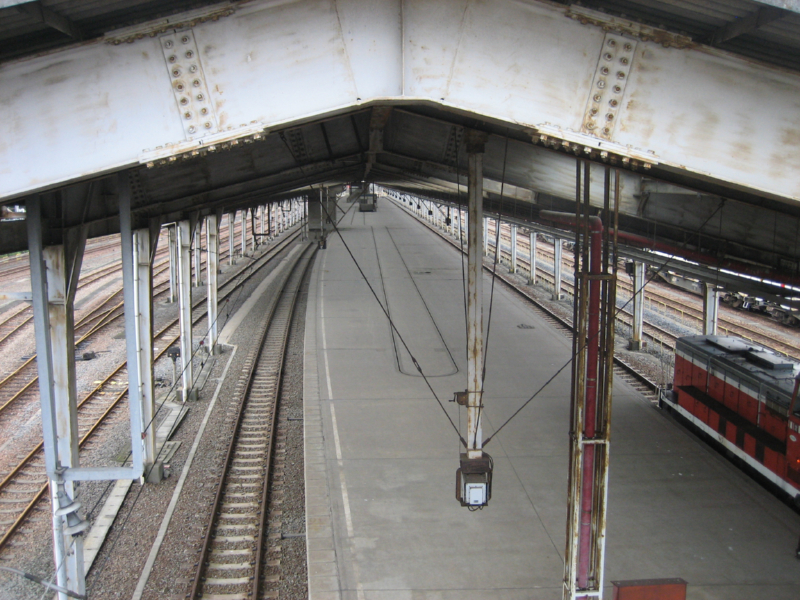
구 하역 승강장

요코하마하자와역(일본어: 横浜羽沢駅, よこはまはざわえき)은 일본 가나가와현 요코하마시 가나가와구에 있는 일본화물철도와 동일본 여객철도의 화물역이다.
원래 화물 전용역으로서 건설되었다. 여객 취급이 가능한 역으로 취급되고 있으나 실제로 여객 시설을 갖추고 있지는 않다.

## 취급 화물
- 컨테이너 화물
  - 12ft 컨테이너, 20/30 ft 대형 컨테이너, 20fx ISO 규격 해상 컨테이너 (중량 최대 20t)

## 역 구조
2면 3선의 컨테이너 승강장을 갖추고 있다. 동쪽에서 300m 길이까지의 승강장만 사용한다. 승강장 북쪽 끝에는 역의 입구 및 역사가 있다. 승강장 남쪽에는 구분선이 여러 개 있고, 구분선들이나 하역선에서 터널로 향하는 인상선 1개가 뻗어있다. 인상선에서는 착발선으로 연결되는 선이 분기된다.
역 구내의 선로들은 승강장, 하역선 2개, 승강장, 하역선 1개, 여러 구분선, 여러 착발선, 하행 본선, 지붕이 있는 승강장 1면 2선, 여러 착발선, 상행 본선으로 구성되어 있다. 착발선 일부와 상행 본선은 동일본 여객철도의 관할이며, 나머지는 모두 일본화물철도의 관할이다. 동일본 여객철도 관할선에 있는 하역 승강장은 현재 쓰지 않는다.
구릉지 상에 있으며, 역은 지상, 역 동쪽은 고가선, 역 서쪽은 터널 구간이다. 구내 일부는 고가화되어 있으며, 고가 밑은 JR 동일본 화물이 요코하마 지점과 창고 등으로 쓰고 있다.
역 업무는 가나가와 임해 철도가 대신하고 있다.

## 이용량 변동
발송/도착 톤수의 단위는 t이다.
| 연도   | 발송 톤수 | 도착 톤수 | 출전   |
| ------ | --------- | --------- | ------ |
| 1998년 |           |           |        |
| 1999년 | 209,337   | 201,567   | [ 1 ]  |
| 2000년 | 201,347   | 193,438   | [ 2 ]  |
| 2001년 | 210,722   | 204,727   | [ 3 ]  |
| 2002년 | 225,879   | 214,363   | [ 4 ]  |
| 2003년 | 233,782   | 239,847   | [ 5 ]  |
| 2004년 | 215,147   | 225,531   | [ 6 ]  |
| 2005년 | 214,640   | 242,761   | [ 7 ]  |
| 2006년 | 225,853   | 234,390   | [ 8 ]  |
| 2007년 | 223,877   | 231,412   | [ 9 ]  |
| 2008년 | 197,768   | 217,462   | [ 10 ] |
| 2009년 |           |           |        |

## 역사
요코하마하자와 역이 개업하기 전에는 요코하마 시내의 컨테이너 화물들을 호도가야역과 다카시마역에서 처리했다.
- 1979년 10월 1일 - 개업. 화물과 소화물을 취급.
- 1986년 11월 1일 - 소화물의 취급을 폐지. 호적 상 여객 영업을 개시.
- 1987년 4월 1일 - 민영화에 따라 동일본 여객철도의 소속이 되었다.